# Садовски-Синнотт, Зои
Зои Садовски-Синнотт (англ. Zoi Sadowski-Synnott, род. 6 марта 2001 года, Сидней, Австралия) — новозеландская сноубордистка, выступающая в слоупстайле и биг-эйре, олимпийская чемпионка 2022 года в слоупстайле, бронзовый призёр Олимпийских игр 2018 года в биг-эйре, трёхкратная чемпионка мира в слоупстайле (2019, 2021, 2025). Первая чемпионка зимних Олимпийских игр в истории Новой Зеландии. Победительница зимних Экстремальных игр в слоупстайле (2019, 2020) и призёр в биг-эйре.

## Биография
Зои Садовски-Синнотт родилась в австралийском Сиднее. В возрасте шести лет вместе с семьей переехала жить в Новую Зеландию. Её отец, Шон, — новозеландец, а мать, Робин, — американка. У Зои есть два старших брата, Дилан и Харрисон.
Проживает в городе Ванака на юге Новой Зеландии.

## Спортивная карьера
Зои Садовски-Синнотт начала заниматься сноубордом в девять лет. Впервые на международной арене она появилась 25 июля 2015 года в Кардроне (Новая Зеландия) на соревнованиях Кубка Океании, где она стала чемпионкой в слоупстайле и заняла 5 место в хафпайпе. На этапах Кубка мира Зои дебютировала 17 декабря 2016 года в США, заняв девятое место в биг-эйре.
Впервые Зои попала на подиум этапа Кубка мира 11 февраля 2017 года в Квебеке, став третьей в биг-эйре.
В 2017 году на чемпионате мира в Сьерра-Неваде Зои Садовски-Синнотт выиграла серебряную медаль в слоупстайле и стала 4-й в биг-эйре.
В 2018 году на зимних Олимпийских играх в Пхёнчхане стала 13-й в слоупстайле и завоевала бронзовую медаль в биг-эйре. Это вторая в истории медаль зимних Олимпийских игр для Новой Зеландии, первую завоевала горнолыжница Аннелиз Кобергер в 1992 году. Также Зои стала самым молодым призёром Олимпийских игр в истории Новой Зеландии (16 лет и 353 дня), но в тот же день через несколько часов её рекорд превзошёл фристайлист Нико Портеус (16 лет и 91 день).
На чемпионате мира 2019 года выиграла золото в слоупстайле (старты в биг-эйре были отменены). На чемпионате мира 2021 года вновь стала лучшей в слоупстайле, а также завоевала серебро в биг-эйре.
На Олимпийских играх 2022 года в Пекине Зои во второй день соревнований 6 февраля завоевала золотую медаль в слоупстайле, первую для своей страны на зимних Олимпиадах.
В 2025 году на чемпионате мира в Швейцарии в слоупстайле завоевала третью золотую медаль в карьере. 

## Результаты на крупнейших соревнованиях

### Зимние Олимпийские игры
| Олимпийские игры | Слоупстайл | Биг-эйр |
| ---------------- | ---------- | ------- |
| 2018 Пхёнчхан    | 13         | 3       |
| 2022 Пекин       | 1          | 2       |

### Чемпионаты мира
| Чемпионат мира     | Слоупстайл | Биг-эйр |
| ------------------ | ---------- | ------- |
| 2017 Сьерра-Невада | 2          | 4       |
| 2019 Парк-Сити     | 1          | н/д     |
| 2021 Аспен         | 1          | 2       |
| 2023 Бакуриани     | 2          | —       |
| 2025 Энгадин       | 1          | 7       |

### Призовые места на этапах Кубка мира (8)
| № | Сезон   | Дата        | Место проведения | Дисциплина | Место |
| - | ------- | ----------- | ---------------- | ---------- | ----- |
| 1 | 2016/17 | 11 фев 2017 | Квебек-Сити      | Биг-эйр    | 3     |
| 2 | 2016/17 | 25 мар 2017 | Шпиндлерув-Млин  | Слоупстайл | 1     |
| 3 | 2017/18 | 4 сен 2017  | Кардрона         | Слоупстайл | 3     |
| 4 | 2020/21 | 9 янв 2021  | Крайшберг        | Биг-эйр    | 1     |
| 5 | 2020/21 | 22 янв 2021 | Лакс             | Слоупстайл | 2     |
| 6 | 2021/22 | 8 янв 2022  | Мэммот Маунтин   | Слоупстайл | 2     |
| 7 | 2022/23 | 14 янв 2023 | Крайшберг        | Биг-эйр    | 2     |
| 8 | 2022/23 | 22 янв 2023 | Лакс             | Слоупстайл | 1     |